# Георгіївський (Хомутовський район)
Георгіївський (рос. Георгиевский) — селище в Хомутовському районі Курської області Російської Федерації.
Населення становить 35 осіб. Входить до складу муніципального утворення Калиновська сільрада.

## Історія
Населений пункт розташований на території українського етнічного та культурного краю Східна Слобожанщина.
Від 2004 року входить до складу муніципального утворення Калиновська сільрада.

## Населення
| 2002 | 2010 |
| ---- | ---- |
| 55   | ↘35  |